# Siebengründer Graben
Der Siebengründer Graben ist ein 1903/1904 entstandener Graben im Unterharz, der heute trockengelegt ist. Der Graben ist ein Teilabschnitt des Silberhütter Kunstgrabens.

## Geschichte
Der Kochs-Graben wurde bereits 1724 fertiggestellt. Im Zuge des Niedergangs des Bergbaus im Straßberger Raum wurde der Graben zunächst durch ein Anhaltischer oder Langer Graben genanntes Teilstück ins Neudorfer Revier verlängert. Nachdem auch der dortige Bergbau 1903 geendet hatte, wurde das Teilstück nach Neudorf stillgelegt und der Kochs-Graben letztmals verlängert.
Durch das neue Teilstück Siebengründer Graben erhielt der Siebengrund, Einzugsgebiet des Teufelsteiches, Anschluss an das Unterharzer Teich- und Grabensystem. Neben dem Teufelsteich wurden nun auch der Fürstenteich und der Silberhütter Pochwerksteich zusätzlich mit Wasser aus der Lude und dem Rödelbach versorgt. Der Gesamtgraben wurde in Silberhütter Kunstgraben umbenannt, obwohl es kein Kunstgraben mehr war, da es keine Künste mehr gab.
Als die Silberhütte in Silberhütte 1937 in Konkurs ging, wurde noch bis 1939 Strom erzeugt und danach der Graben trockengelegt.